# Strada statale 128 Centrale Sarda
La strada statale 128 Centrale Sarda (SS 128) è un'importante strada statale italiana. È la più rapida e antica via di collegamento del cuore della Sardegna.

## Storia
La strada statale 128 venne istituita nel 1928 col seguente percorso: "Dalla n. 127 presso Sassari per Mores -  Ozieri   .alla n. 129 e da questa per Oniferi - Sorgono - Laconi all'innesto con la n. 131 presso Monastir."
Nel 1935 il percorso venne ridotto alla sola metà meridionale e così : "Innesto con la S.S. n. 131 presso Monastir - Laconi - Sorgono - Oniferi - Innesto con la S.S. n. 129 alla Cantoniera di Oniferi.".

## Percorso

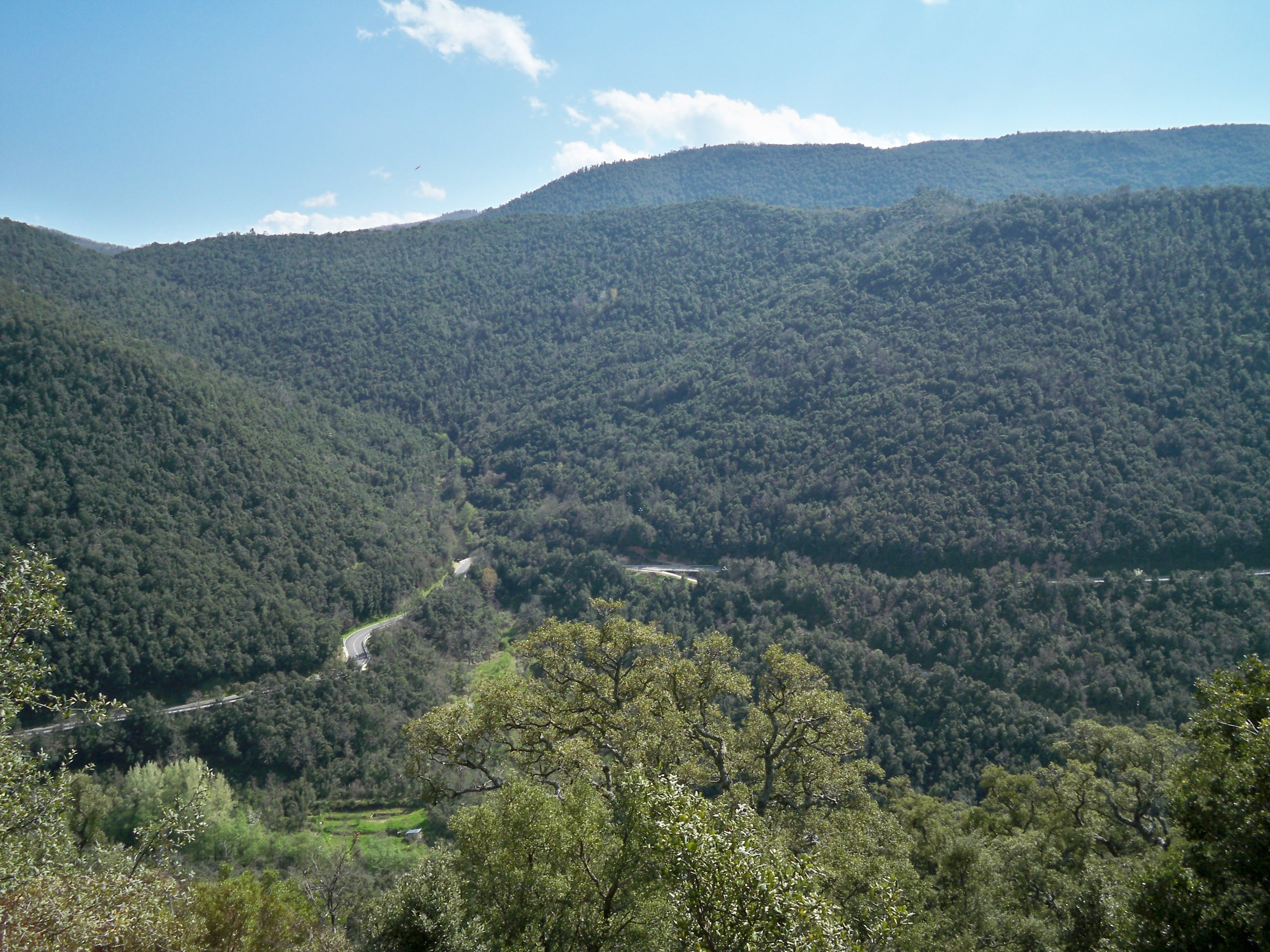
La Strada Statale 128 Centrale Sarda tra i boschi di Tiana nella Barbagia di Ollolai

Ha origine a nord di Monastir, dalla strada statale 131 Carlo Felice, e si dirige verso nord su un tracciato abbastanza scorrevole, per la prima parte; attraversa i centri di Senorbì, Suelli, Mandas e Serri, dove diparte la strada statale 198 di Seui e Lanusei. Ozieri 
Proseguendo verso nord tocca Isili,  Nurallao (dopo il quale entra nella provincia di Oristano) e Laconi (dove diparte la strada statale 442 di Laconi e di Uras); dopo alcuni km, su un tracciato curvilineo e disagevole, entra nella provincia di Nuoro, varca il valico Ortuabis e giunge a Meana Sardo. Da qui prosegue per Atzara (dopo il quale diparte la strada statale 388 del Tirso e del Mandrolisai). Valicato il territorio comunale di Sorgono (dove diparte la strada statale 295 di Aritzo), attraversa Tiana e Ovodda.
Arriva quindi nel territorio comunale di Fonni (dove diparte la strada statale 389 dir/B di Buddusò e del Correboi), attraversa Gavoi e valica lo Ianna Caguseli; tocca infine Sarule, Orani e Oniferi. Intersecata la strada statale 131 Diramazione Centrale Nuorese, la strada termina presso la cantoniera di Oniferi, immettendosi sulla strada statale 129 Trasversale Sarda.
È particolarmente apprezzata dai mototuristi, in virtù delle innumerevoli curve e dei paesaggi spettacolari che attraversa.

## Strada statale 128 bis Centrale Sarda
La strada statale 128 bis Centrale Sarda (SS 128 bis) è una strada statale italiana di collegamento provinciale che si snoda nel sassarese.

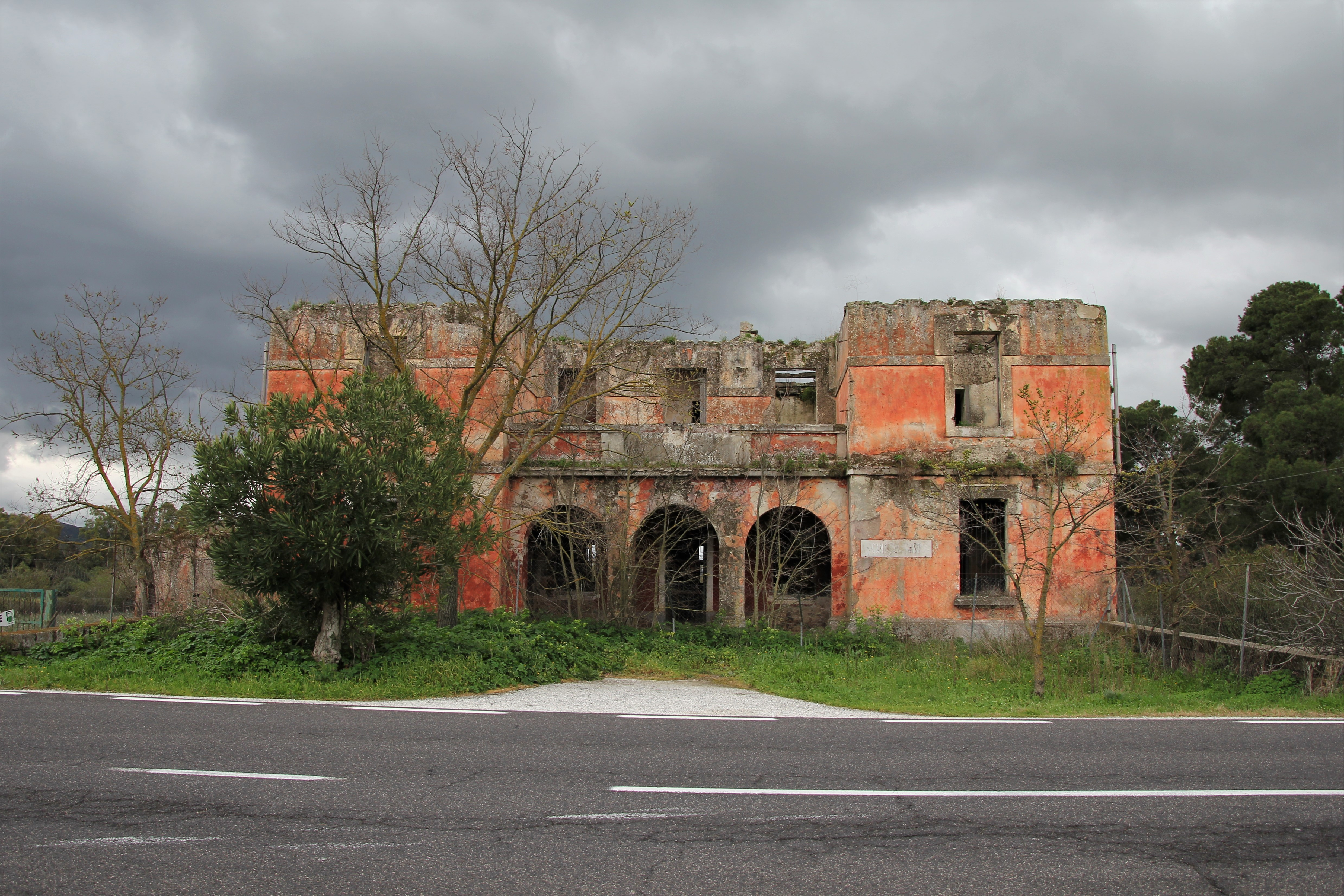
La cantoniera del Tirso posta al bivio con la SS 129 Trasversale Sarda

### Storia
La strada statale 128 bis venne istituita nel 1935 con il seguente percorso: "Innesto con la S.S. n. 129 presso la cantoniera del Tirso - Pattada - Ozieri - Mores - Innesto con la S.S. n. 131."

### Percorso
Ha inizio nel comune di Illorai (in località Cantoniera del Tirso), dalla strada statale 129 Trasversale Sarda.
Si dirige verso nord su un tracciato a tratti curvilineo e attraversa, nella prima parte, le località di Bottidda, Bono, Anela e Bultei. Da qui la strada non incontra nessun centro abitato per diversi chilometri e a tratti è affiancata dal tracciato sterrato della dismessa Ferrovia Tirso-Chilivani; valicato il territorio comunale di Pattada, dopo 14 km attraversa Ozieri, dove diparte la strada statale 199 di Monti.
Prosegue quindi in direzione ovest e, dopo aver attraversato Mores, si innesta sulla strada statale 131 Carlo Felice, nel comune di Bonnanaro.